# Уилкинсон, Лорен
Лорен Уилкинсон (англ. Lauren Wilkinson; род. 17 октября 1989, Ванкувер, Британская Колумбия) — канадская гребчиха, выступавшая за сборную Канады по академической гребле в период 2006—2016 годов. Серебряная призёрка летних Олимпийских игр в Лондоне, обладательница серебряной и бронзовой медалей чемпионатов мира, победительница и призёрка многих регат национального значения.

## Биография
Родилась 17 октября 1989 года в городе Ванкувер провинции Британская Колумбия, Канада. Её родители Дэвид и Сьюзан Уилкинсон в своё время были гребцами национальной сборной, старшие братья Джером и Майкл тоже с детства занимались академической греблей, и Лорен пришла в этот вид спорта уже в возрасте 11 лет в 2000 году.
Во время учёбы в Принстонском университете состояла в местной гребной команде, неоднократно принимала участие в различных студенческих регатах, в частности в своём выпускном 2011 году была загребной в восьмёрке, одержавшей победу на чемпионате Национальной ассоциации студенческого спорта. Окончив университет, получила степень в области экологии и эволюционной биологии. Позже проходила подготовку на озере в Бернаби.
Дебютировала на международной арене в 2006 году, выступив в безрульных четвёрках на юниорском мировом первенстве в Амстердаме. Год спустя на аналогичных соревнованиях в Пекине заняла шестое место в программе парных одиночек.
В 2009 году на молодёжном чемпионате мира в Рачице финишировала четвёртой в восьмёрках. В следующем сезоне на молодёжном мировом первенстве в Бресте выиграла в той же дисциплине бронзовую медаль. Ещё через год на молодёжном чемпионате мира в Амстердаме одержала победу в восьмёрках.
Благодаря череде удачных выступлений удостоилась права защищать честь страны на летних Олимпийских играх 2012 года в Лондоне. В составе экипажа, куда также вошли гребчихи Рейчел Винберг, Криста Гюлуан, Натали Мастраччи, Джанин Хансон, Эшли Бжозович, Дарси Марквардт, Андреанн Морен и рулевая Лесли Томпсон-Уилли, финишировала в женских восьмёрках второй позади команды из США и тем самым завоевала серебряную олимпийскую медаль.
После лондонской Олимпиады Уилкинсон осталась в гребной команде Канады на ещё один олимпийский цикл и продолжила принимать участие в крупнейших международных регатах. Так, в 2014 году в восьмёрках она стала серебряной призёркой на мировом первенстве в Амстердаме, уступив в финале только американским спортсменкам. Кроме того, взяла серебро и золото на этапах Кубка мира в Эгбелете и Люцерне соответственно.
В 2015 году побывала на чемпионате мира в Эгбелете, откуда привезла награду бронзового достоинства, выигранную в восьмёрках — на сей раз пропустила вперёд экипажи из США и Новой Зеландии. Также добавила в послужной список серебряную и золотую медали, полученные на этапах Кубка мира в Варезе и Люцерне.
Находясь в числе лидеров канадской национальной сборной, благополучно прошла отбор на Олимпийские игры 2016 года в Рио-де-Жанейро — на сей раз попасть в число призёров не смогла, показала в программе восьмёрок пятый результат. Вскоре по окончании этих соревнований приняла решение завершить спортивную карьеру.